# Buddy Bolden
Buddy Bolden  (New Orleans, 6 september 1877 - Jackson, 4 november 1931) was een Afro-Amerikaanse cornetist die beschouwd wordt als een sleutelfiguur in de ontwikkeling van de jazzmuziek. Er is zeer weinig bekend over Buddy Bolden. Zijn muziek is nooit opgenomen en er bestaat slechts één foto van hem. Toch wordt hij beschouwd als de eerste bandleider die de geïmproviseerde muziek speelt die sindsdien bekend staat als jazz.

## Jeugd
Charles Joseph Bolden was de zoon van Westmore Bolden en Alice Harris. Westmore overleed toen zijn zoon nog maar 6 jaar was. Charles Bolden verliet school in 1890, hij leerde cornet spelen en speelde oorspronkelijk dansmuziek.

## Carrière

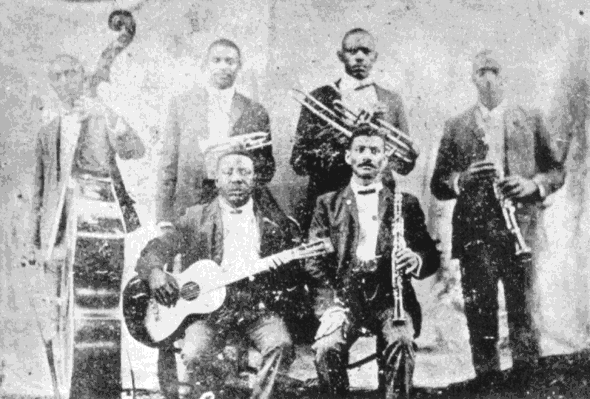
De Bolden band rond 1905 (boven: Jimmy Johnson, bas; Bolden, kornet; Willy Cornish, ventieltrombone; Willy Warner, klarinet; onder: Brock Mumford, gitaar; Frank Lewis, klarinet)

Bolden vormde zijn eerste band in zijn kapperszaak in 1895. Zij traden veel op in Lincoln Park, waar in 1902 een amusementspark gebouwd werd, en in de Globe Hall, dichtbij Congo Square. Soms werd op Congo Square gespeeld om publiek te trekken. Toen Buddy Bolden dit deed, beweerde muzikant Manuel Manetta zijn cornet te kunnen horen vanaf de andere kant van de rivier de Mississippi.
Het creëren van een lossere, meer geïmproviseerde versie van ragtime en het toevoegen van blues wordt aan hem toegeschreven; De band van Bolden zou de eerste zijn die koperblazers de blues liet spelen. Er werd ook gezegd dat hij ideeën had overgenomen van gospelmuziek die te horen was in Afrikaans-Amerikaanse baptistenkerken in de bovenstad.
Tijdgenoten  Joe "King" Oliver, Freddie Keppard en Bunk Johnson werden door zijn spel geïnspireerd.
In zijn band speelden  Jimmy Johnson op bas, Willy Cornish op ventieltrombone, Willy Warner op klarinet, Brock Mumford op  gitaar en Frank op klarinet. In 1906 werd Cornish vervangen door Frankie Dusen en Mumford door Lorenzo Staulz.
Een van de bekendste Bolden-nummers is "Funky Butt", later onder de naam "Buddy Bolden's Blues" op grammofoonplaat opgenomen door Jelly Roll Morton.
Bolden paste als eerste de "Big Four beat" toe, waarbij het accent valt op de 2e en 4e tel van een maat.

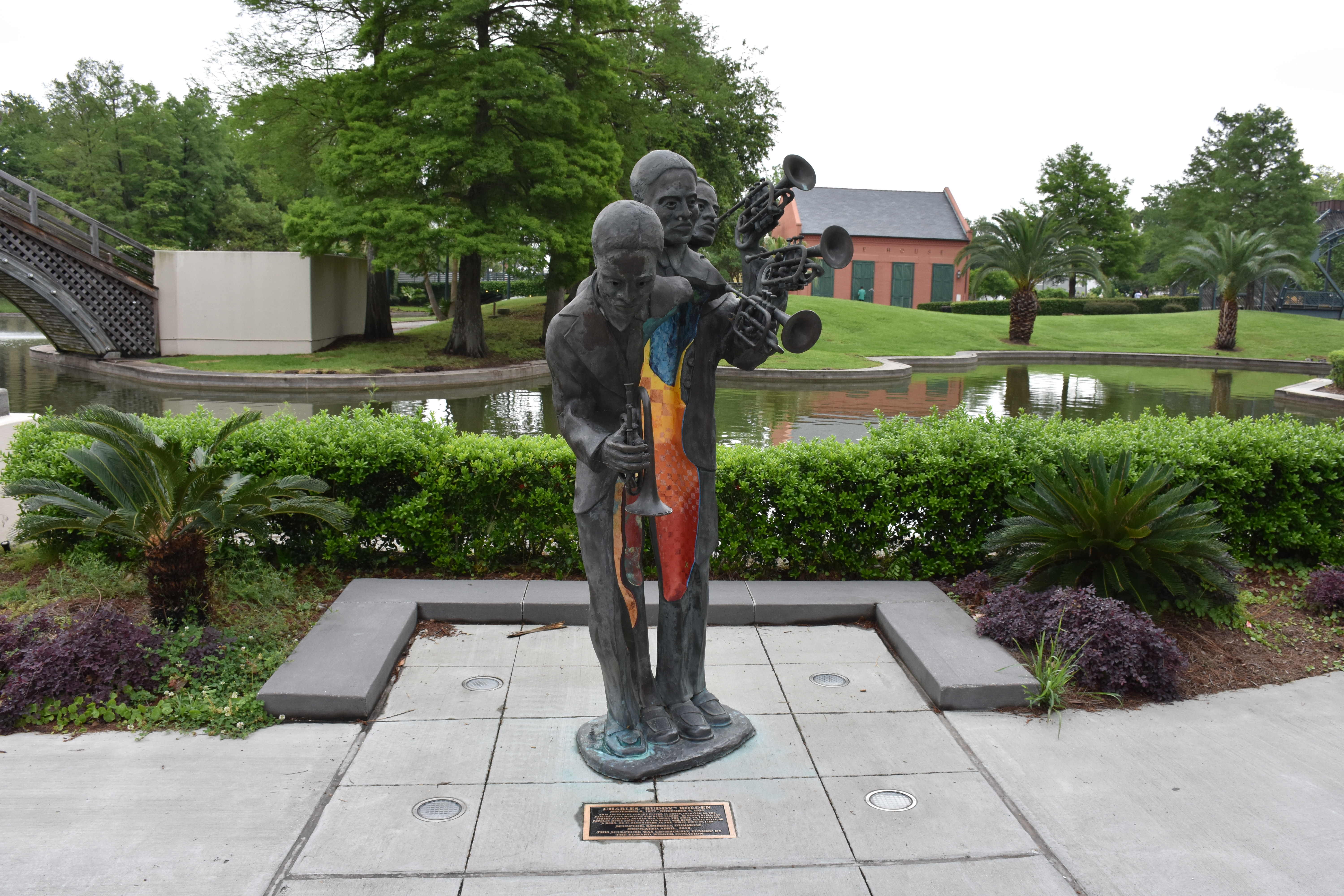
Beeld van Charles Buddy Bolden in het Louis Armstrong Park in New Orleans

## Fysieke en mentale achteruitgang
Bolden kreeg in 1907 op 30-jarige leeftijd een episode van acute alcoholpsychose. Met de volledige diagnose dementia praecox (vanaf de 21e eeuw schizofrenie genoemd), werd hij opgenomen in het Louisiana State Insane Asylum in Jackson, een psychiatrische inrichting, waar hij de rest van zijn leven doorbracht. Frankie Dusen nam de leiding van zijn band over, en hernoemde deze de Eagle Band. Bolden bleef 24 jaar in de inrichting en overleed aldaar op 4 november 1931.

## Eerbetoon en covers
- Duke Ellington bracht een tribute-album uit in 1957 "A Drum Is a Woman" met op trompet Clark Terry.
- "Funky Butt", ook bekend als "Buddy Bolden's Blues" en "I Thought I Heard Buddy Bolden Say," is naast de versie van Jelly Roll Morton gecoverd door honderden musici, waaronder Dr. John, op zijn Goin' Back to New Orleans, en Hugh Laurie, op zijn album Let Them Talk.
- "Hey, Buddy Bolden" is een nummer op het album Nina Simone Sings Ellington.
- Wynton Marsalis introduceert Bolden op zijn album Live at the Village Vanguard, waarop ook het nummer "Buddy Bolden".
- Hop Along schreef "Buddy in the Parade" als eerbetoon aan Bolden.
- Malachi Thompson nam Buddy Bolden's Rag op 1995.

## Overig
Dan Pritzker maakte in 2019 de film "Bolden!" over Buddy Bolden.